# Богданово (Сосновский район)
Богданово — село в Сосновском районе, Нижегородской области. Входит в состав Елизаровского сельсовета.

## География
Село находится на юго-западе центральной части области, в зоне хвойно-широколиственных лесов, на правом берегу реки Кишмы, при впадении её  притока Лубянка, у автодороги 22Н-4017.

### Климат
Климат характеризуется как умеренно континентальный, с тёплым летом и холодной снежной зимой. Среднегодовая температура — 4 °C. Средняя температура воздуха самого тёплого месяца (июля) — 18,7 °C; самого холодного (января) — −11,4 °C. Среднегодовое количество атмосферных осадков составляет около 507 мм.

## История
В 1616 году Богданово вместе с деревнями Панино, Золино, Меледино и другими были пожалованы боярину Дмитрию Черкасскому, в 1650 выкуплены у него родственником Яковом Куденетовичем.

## Население
| 2002 | 2010 |
| ---- | ---- |
| 234  | ↘218 |

| 2002 | 2010 |
| ---- | ---- |
| 234  | ↘218 |

## Инфраструктура
Личное подсобное хозяйство с зоной сельскохозяйственного использования, индивидуальная застройка усадебного типа.
В настоящее время в деревне есть работающий завод. В 2015 году был закрыт детский сад, до этого была закрыта школа.
Есть магазин.

## Достопримечательности
Обелиск павшим воинам в годы Великой Отечественной войны

## Транспорт
Автобусное сообщение с райцентром. Остановка общественного транспорта «Богданово».